# Ashlyn Harris
Ashlyn Michelle Harris (* 19. Oktober 1985 in Cocoa Beach, Florida) ist eine US-amerikanische Fußballspielerin. Sie spielt seit der Saison 2016 für den NWSL-Teilnehmer Orlando Pride. Daneben gehört sie zum Kader der US-amerikanischen Nationalmannschaft, mit der sie 2015 und 2019 die Weltmeisterschaft gewann.

## Karriere

### Vereine
Harris spielte in ihrer Jugend für die North Carolina Tar Heels, das Team der University of North Carolina at Chapel Hill. Im Jahr 2010 spielte sie jeweils ein halbes Jahr lang für Saint Louis Athletica und Washington Freedom, 2011 war sie Teil der Meistermannschaft der Western New York Flash. Zur Saison 2012/13 unterschrieb sie einen Vertrag beim Bundesligisten aus Duisburg.
In der Saison 2013 spielte Harris in der neugegründeten National Women’s Soccer League, der höchsten amerikanischen Profiliga im Frauenfußball, für Washington Spirit. Am 22. August 2013 wechselte sie zum Damallsvenskan-Verein Tyresö FF, wo sie einen bis zum 30. November 2013 datierten Leihvertrag unterschrieb, und kehrte danach nach Washington zurück. Vor der Saison 2016 wechselte sie zum Liganeuling Orlando Pride. Für Orlando bestritt sie insgesamt 85 Spiele in der NWSL.
Im Dezember 2021 wurde sie und Ali Krieger an Gotham FC verkauft.

### Nationalmannschaft

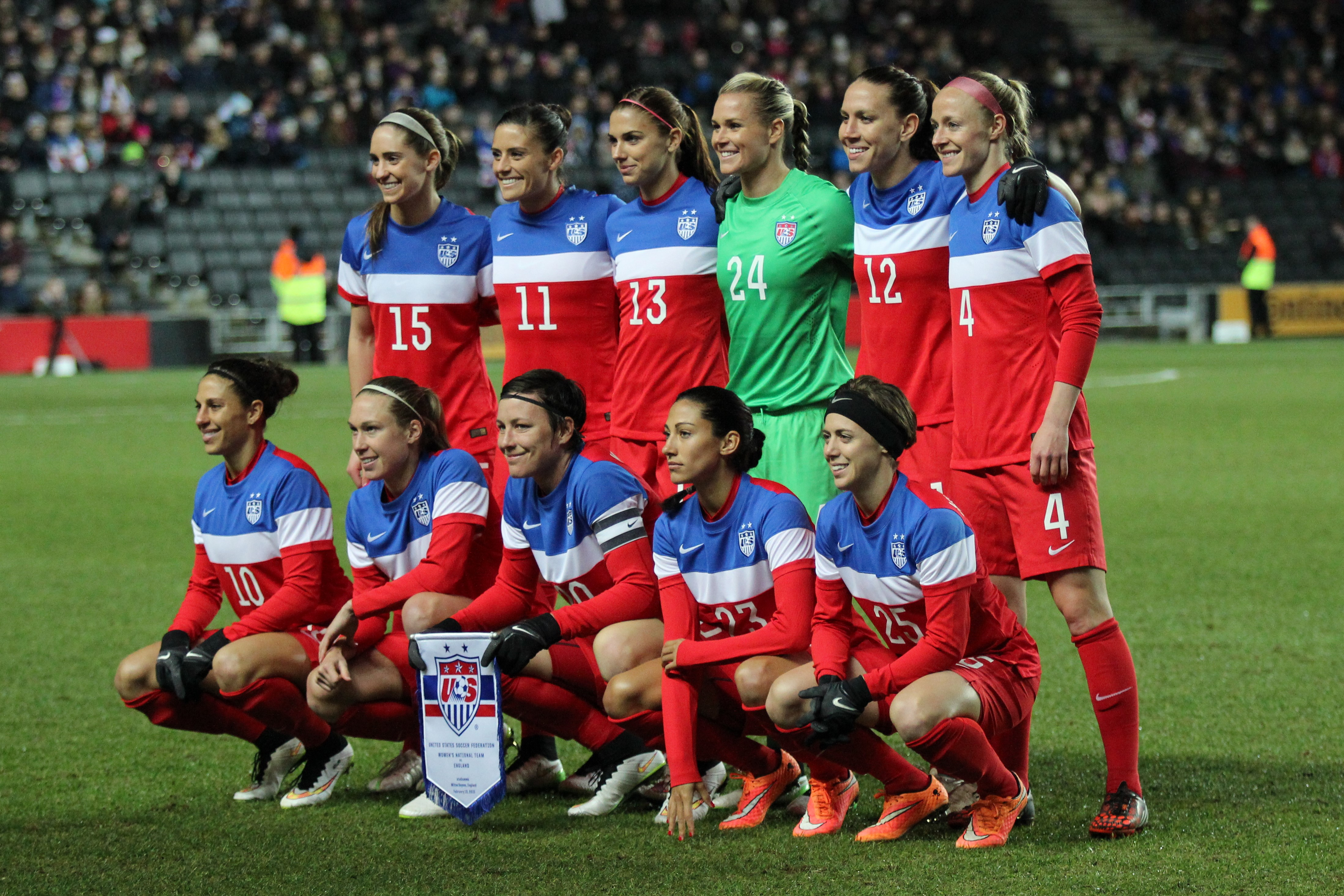
Harris (Nr. 24) mit der US-Nationalmannschaft vor dem Spiel gegen England am 13. Februar 2015

Harris war Jugendnationalspielerin der USA und im Alter von 16 Jahren Teil der Weltmeistermannschaft der U-19-WM 2002. Bei der U-19-WM 2004 war sie Kapitänin des US-Teams, das den dritten Platz belegte. Mit der U21-Mannschaft gewann sie den Nordic Cup 2003 in Dänemark. Im Mai 2012 berief Pia Sundhage Harris neben vier anderen Torhüterinnen in den Kader für ein Trainingslager in Vorbereitung auf ein Länderspiel gegen China. Ihr erstes A-Länderspiel machte sie aber erst unter dem neuen Coach Tom Sermanni am 11. März 2013 beim Algarve-Cup gegen Schweden. Harris wurde auch für den US-Kader der WM 2015 berufen, kam aber zu keinem Einsatz.
Sie gehörte ebenfalls zum Kader für das Qualifikationsturnier für die Olympischen Sommerspiele 2016, kam aber erneut zu keinem Einsatz. Für die Olympischen Spiele, für die nur zwei Torhüterinnen nominiert werden konnten, wurde sie dann nicht berücksichtigt.
Nachdem Hope Solo aufgrund ihrer Äußerungen nach dem im Elfmeterschießen verlorenen Viertelfinale beim olympischen Turnier vom Verband gesperrt wurde, kam sie öfter zum Einsatz, musste aber zumeist Alyssa Naeher den Vortritt lassen. Am 1. Mai wurde sie für die WM 2019 nominiert. Sie kam aber zu keinem Einsatz.

## Persönliches
Im September 2018 verlobte sich Harris mit ihrer Teamkollegin Ali Krieger, mit der sie schon seit 10 Jahren zusammen war. Am 28. Dezember 2019 heirateten sie im Kreise ihrer Familie und engen Freunde in Miami, Florida.
Nachdem sie sich von Krieger getrennt hatte, begann sie eine Beziehung mit Sophia Bush, wie diese im April 2024 bekannt gab.

## Erfolge
- Gewinn der U-19-WM 2002
- Gewinn der WPS-Meisterschaft 2011 mit Western New York Flash
- Gewinn des Algarve-Cup (2011, 2013, 2015 (ohne Einsatz))
- Gewinn des CONCACAF Women’s Gold Cup 2018 (1 Einsatz in der Gruppenphase)
- Gewinn der Fußball-Weltmeisterschaft der Frauen 2015, Fußball-Weltmeisterschaft der Frauen 2019 (ohne Einsatz)